# Меурень (комуна)
Меурень, Меурені (рум. Măureni) — комуна у повіті Караш-Северін в Румунії. До складу комуни входять такі села (дані про населення за 2002 рік):
- Меурень (1731 особа)
- Шошдя (916 осіб)

Комуна розташована на відстані 377 км на захід від Бухареста, 32 км на захід від Решиці, 44 км на південний схід від Тімішоари.

## Населення
За даними перепису населення 2002 року у комуні проживали 2647 осіб.
Національний склад населення комуни:
| Національність | Кількість осіб | Відсоток |
| -------------- | -------------- | -------- |
| румуни         | 2521           | 95,2%    |
| німці          | 66             | 2,5%     |
| угорці         | 41             | 1,5%     |
| серби          | 10             | 0,4%     |
| українці       | 4              | 0,2%     |
| італійці       | 2              | 0,1%     |
| цигани         | 1              | < 0,1%   |
| словаки        | 1              | < 0,1%   |
| хорвати        | 1              | < 0,1%   |

Рідною мовою назвали:
| Мова       | Кількість осіб | Відсоток |
| ---------- | -------------- | -------- |
| румунська  | 2563           | 96,8%    |
| німецька   | 51             | 1,9%     |
| угорська   | 22             | 0,8%     |
| сербська   | 5              | 0,2%     |
| українська | 3              | 0,1%     |
| італійська | 2              | 0,1%     |
| хорватська | 1              | < 0,1%   |

Склад населення комуни за віросповіданням:
| Релігія                                       | Кількість осіб | Відсоток |
| --------------------------------------------- | -------------- | -------- |
| православні                                   | 2083           | 78,7%    |
| п'ятдесятники                                 | 385            | 14,5%    |
| римо-католики                                 | 141            | 5,3%     |
| реформати                                     | 8              | 0,3%     |
| баптисти                                      | 6              | 0,2%     |
| лютерани (Синодально-пресвітеріанська церква) | 3              | 0,1%     |
| адвентисти                                    | 2              | 0,1%     |
| бретрени                                      | 2              | 0,1%     |
| греко-католики                                | 1              | < 0,1%   |
| лютерани                                      | 1              | < 0,1%   |
| не вказали релігію                            | 2              | 0,1%     |